# Oecomys franciscorum
Oecomys franciscorum és una espècie de mamífer rosegador de la família dels cricètids. Viu a l'Argentina i, possiblement, el Paraguai i el Brasil. L'holotip tenia una llargada total de 311 mm, la cua de 172 mm, els peus de 30 mm, les orelles de 22 mm i un pes de 60 g. L'espècie fou anomenada en honor del metge Francisco Maldonado da Silva i del papa Francesc. Com que fou descoberta fa poc, l'estat de conservació d'aquesta espècie encara no ha estat avaluat formalment.